# Weltschmerz
Weltschmerz (tysk for 'verdenssmerte') er et begreb udtrykt af den tyske forfatter Jean Paul og det betegner den slags følelse, hvor man indser, at den fysiske virkelighed aldrig vil kunne leve op til det uudtømmelige behov, et menneskes sind har. Dette pessimistiske verdensbillede betegner for melankolien hos mange af romantikkens helte, deriblandt Lord Byron, Giacomo Leopardi, François-René de Chateaubriand, Alfred de Musset, Nikolaus Lenau og Heinrich Heine.

## Citat
| „ | Nur sein Auge sah alle die tausend Qualen der Menschen bei ihren Untergängen. Diesen Weltschmerz kann er, so zu sagen, nur aushalten durch den Anblick der Seligkeit, die nachher vergütet. | “ |
|   | — Jean Paul, Selina oder über die Unsterblichkeit |   |

Omtrentlig oversættelse:
"Kun hans øjne så alle de tusinde kvaler menneskene har ved deres undergang. Denne verdenssmerte kan han, så at sige, kun udholde ved at se frem til den salighed der venter." — Jean Paul: Selina eller om udødeligheden, 1827